# Friedrich Eduard von Löbbecke
Friedrich Eduard von Löbbecke (18. října 1795 Braunschweig – 26. října 1870 Vratislav) byl bankéř a obchodník, průkopník v textilním průmyslu. Podnikal ve Slezsku a Čechách.
Spolu s Hermannem Dietrichem Lindheimem vystavěl v roce 1837 přádelny v České Skalici a v roce 1840 přádelny v Želaznu (v části Dolní Żelazno) v Kladsku. Po smrti Lindheima podíl v přádelnách ve Slezsku i Skalici od jeho synů odkoupil a předal svému synu Hugovi, který je nadále rozšiřoval.
Byl ženat se Sofií von Schwartz (1802–1891), se kterou měl 9 dětí.